# Parroquia de Saint Michael (Barbados)
La parroquia de Saint Michael alberga a Bridgetown, la capital de Barbados, llamada así por los puentes sobre el Careenage, la ciudad es el centro de la actividad comercial de Barbados, así como el centro de la red de transporte público. St. Michael es sede de prestigiosas escuelas, como Combermere, Harrison College o la St. Michael School y de diversas oficinas gubernamentales (El Ministerio de Educación, el de industria y el de asuntos exteriores).
En la capital de Barbados también podemos encontrar el puerto internacional, de vital importancia, puesto que la mayor parte del turismo que llega a la isla lo hace a través de cruceros. El faro de Punta Needhams y la histórica Charles Fort están ubicados en Punta Needhams, Saint Michael, detrás del Hilton Barbados Resort.

## Parroquias limítrofes con St. Michael
- Christ Church - sur
- Saint George - Este
- Saint James - Noroeste
- Saint Thomas - Noreste

## Personas destacadas
- Rihanna, actriz, cantante y compositora.